# 정수한 (1975년)
정수한(1975년 12월 1일 ~ )은 대한민국의 배우이다.

## 학력
- 서울예술전문대학 연극과

## 출연작

### 영화
- 2015년 영화 《강남 1970》 ... 구 영등포 덩치 2 역
- 2017년 영화 《타클라마칸》 ... 노래방 남자들 역
- 2017년 영화 《빙의》 ... 감독 역
- 2018년 영화 《동네사람들》 ... 오 형사 역
- 2018년 영화 《소녀의 세계》 ... 송민호 역
- 2019년 영화 《크게 될 놈》 ... 박 선생 역
- 2022년 영화 《룸 쉐어링》 ... 점례 아들 역

### 드라마
- 2014년 드라마 《천상여자》
- 2015년 드라마 《송곳》
- 2019년 드라마 《달리는 조사관》

### 뮤지컬
- 《공룡이 살아있다》
- 《레베카》
- 《유린타운》
- 《사랑하니까》
- 《심야식당》
- 《전국노래자랑》
- 《영웅》
- 《스트릿 라이프》
- 《아이 러브 유》
- 《형제는 용감했다》
- 《달고나》
- 《카르멘》
- 《싱글즈》
- 《네버엔딩스토리》
- 《매직카펫라이드》
- 《달고나》
- 《맘마미아》
- 《아기공룡 둘리》
- 《불 카르멘》
- 《한여름밤의 꿈》
- 《명성황후》
- 《팔만대장경》
- 《젊은 베르테르의 슬픔》
- 《오이디푸스》
- 《블루 사이공》
- 《아메리칸 버팔로》
- 《스트라이더》

### 연극
- 《짬뽕》
- 《킬유 킬미》
- 《설촌별곡》
- 《오아시스세탁소 습격사건》
- 《잠들지 않는 아이》